# Аль-Шорта (футбольный клуб, Багдад)
«Аль-Шорта» (араб. نادي الشرطة الرياضي‎) — иракский футбольный клуб из города Багдад, выступающий в Премьер-лиге. Основан в 1932 году. Домашние матчи проводит на стадионе «Аш-Шааб», вмещающем 40 000 зрителей.
Фан-клуб — Ultras Green Harp.

## Достижения
- Премьер лига Ирака (5): 1979-80, 1997-98, 2012-13, 2013-14, 2018-19[1]
- Кубок Иракской элиты (3): 2000, 2001, 2002
- Суперкубок Ирака (1): 2019
- Лига чемпионов АФК (1): 1971
- Арабская лига чемпионов по футболу (1): 1981-82